# Comin-Yanga
Pour les articles homonymes, voir Yanga.
Comin-Yanga est un village et le chef-lieu du département de Comin-Yanga, situé dans la province du Koulpélogo et la région du Centre-Est au Burkina Faso.

## Santé et éducation
Comin-Yanga accueille un centre de santé et de promotion sociale (CSPS).